# 仇恨言論

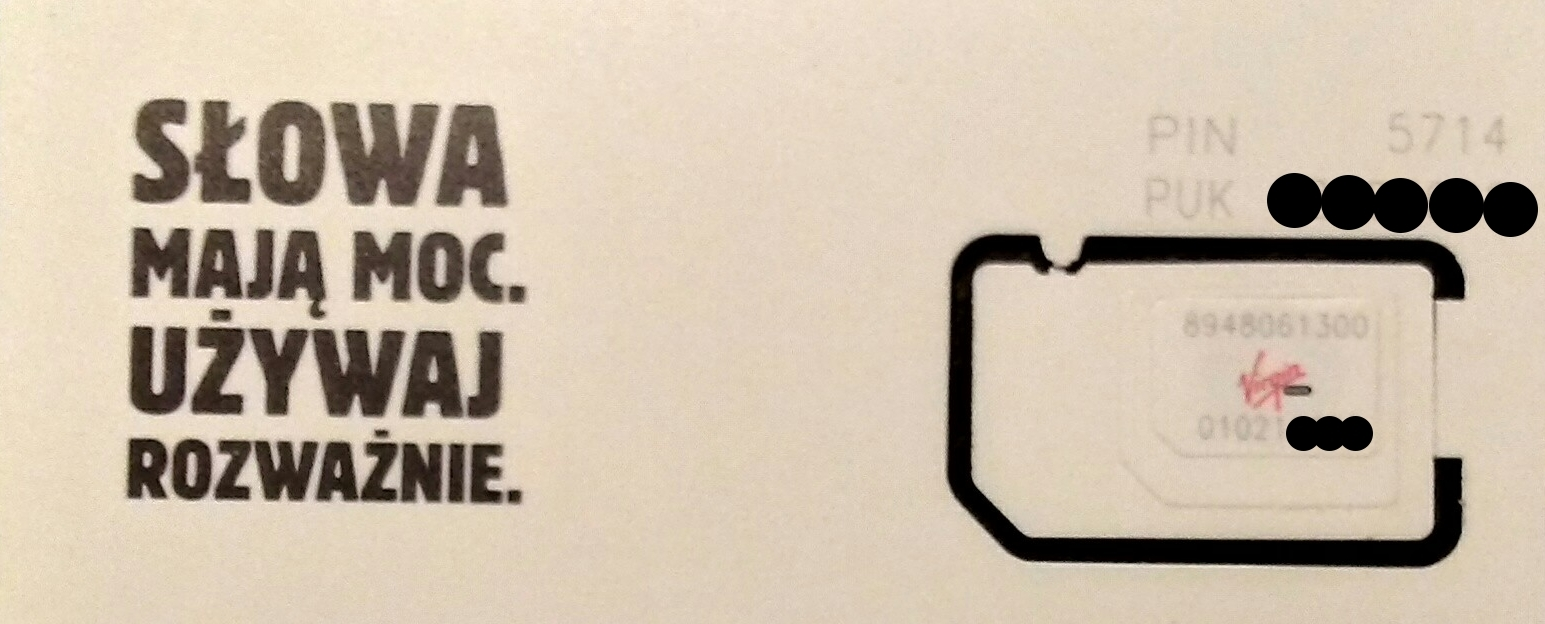
波兰的 SIM 卡，上面印有反对仇恨言论运动的口号“言语有力量，明智地使用它们”

仇恨言論（英語：Hate speech）是基於屬性（英語：Attributes）而攻擊個人或團體的言論，例如：性別、人種、宗教、族群、殘疾或性取向等。即是指一些有意去貶抑、威嚇，或煽動一些針對個別族群作出暴力及偏見的言論。言論自由以及仇恨言論之間的關係，一直存在爭論。批評者認為「仇恨言論」一詞常被用來暗中批評那些執行不力的社會政策。

## 定義
「仇恨言論」是對建基於不同種族、性別、性取向、性別認同、性別氣質、年齡、國籍、道德取向、身體狀況、宗教、社會階層等基礎的個別族群，包含可能涉及歧視內容的言論，其表達形式包括日常的對話、文章，以及在公眾場合的一些行為；而這類言論類型也被稱為「antilocution」，在奧耳波特計量表中屬於第一個階段。
關於仇恨言論的定義不一，部分人認為相關言論是仇恨言論，但可能實際上並無對當事人構成傷害及冒犯（或只是當事人自我感到受到傷害及冒犯），只是言論自由的表現。而對於仇恨言論的定義無限擴大，或可能會影響言論自由的表達權利。

## 法律觀點
在某些國家的法律中，仇恨言論被描述為禁止使用言語、動作、行為、寫作或展示等，因為它對受保護的群體或個人的基本價值觀，煽動了暴力或不利的行為。或因為它詆毀或恐嚇，受保護的群體或個人的基本價值觀。按某些特點法律可以確定受保護的群體。在很多國家的法律中，仇恨言論不是法律術語，甚至仇恨言論可能被認為是言論自由的一部分，例如美國法律就沒有「仇恨言論」一詞，且在美國，仇恨言論是言論自由的一部分，受憲法第一修正案保障；而在其他一些國家，仇恨言論的受害者可以根據民法、刑法或這兩種方式尋求補救。使用仇恨言論的網站可能被稱為仇恨網站，這些網站包含互聯網論壇和新聞簡報大多強調一個特定的觀點。